# The Human Scale
The Human Scale ist ein dänischer Dokumentarfilm aus dem Jahr 2012. Das Drehbuch schrieb Andreas Dalsgaard, der auch die Regie übernahm.

## Handlung
Thema des Films sind die städtebaulichen Konzeptionen des dänischen Architekten und Städteplaners Jan Gehl. Im Mittelpunkt der Planung steht der Mensch als Wesen, das bestimmte Bedürfnisse im Lebensraum befriedigen will und nicht das Transportmittel Auto. Gehls Ziel ist es, die Lebensqualität der Menschen als Bewohner der Städte zu erhöhen.
Der Film betrachtet in fünf Kapiteln verschiedene Metropolen der Welt, in denen versucht wird, diese Konzeptionen umzusetzen. So werden unter anderem New York City, Dhaka, Melbourne und Christchurch betrachtet.

## Kritiken
„Ein anregender, weit ausholender, skizzenhafter Film, der das ‚menschliche Maß‘ real wie metaphorisch in der Schrittgeschwindigkeit entdeckt.“